# زردپره گلوزرد
زردپره گلوزرد (نام علمی: Emberiza elegans) نام یک گونه از سرده زردپره‌های معمولی است.